# Goodland (Indiana)
Pour les articles homonymes, voir Goodland.
Goodland est une municipalité américaine située dans le comté de Newton en Indiana. Lors du recensement de 2010, sa population est de 1 043 habitants.

## Géographie
Goodland se trouve dans les plaines agricoles du nord-ouest de l'Indiana, autrefois marécageuses.
Selon le Bureau du recensement des États-Unis, la municipalité s'étend en 2010 sur une superficie de 0,78 mille carré (2,02 km2).

## Histoire
La localité est à l'origine une gare du Logansport and Peoria Railroad, ouvert au printemps 1860, appelée Tivoli. William Foster y achète des terres à l'automne suivant ; son frère Timothy fonde la ville en 1861. Goodland (« bonne terre ») doit son nom actuel à la qualité et à la richesse de ses sols,. Elle devient une municipalité en 1874.
Goodland compte deux monuments inscrits au Registre national des lieux historiques :
- la maison McCairn-Turner de style italianisant. Construite vers 1868, elle est l'une des dix premières maisons du village[2] ;
- la bibliothèque de Goodland et du township de Grant, construite en 1931 dans un style néocolonial[6]

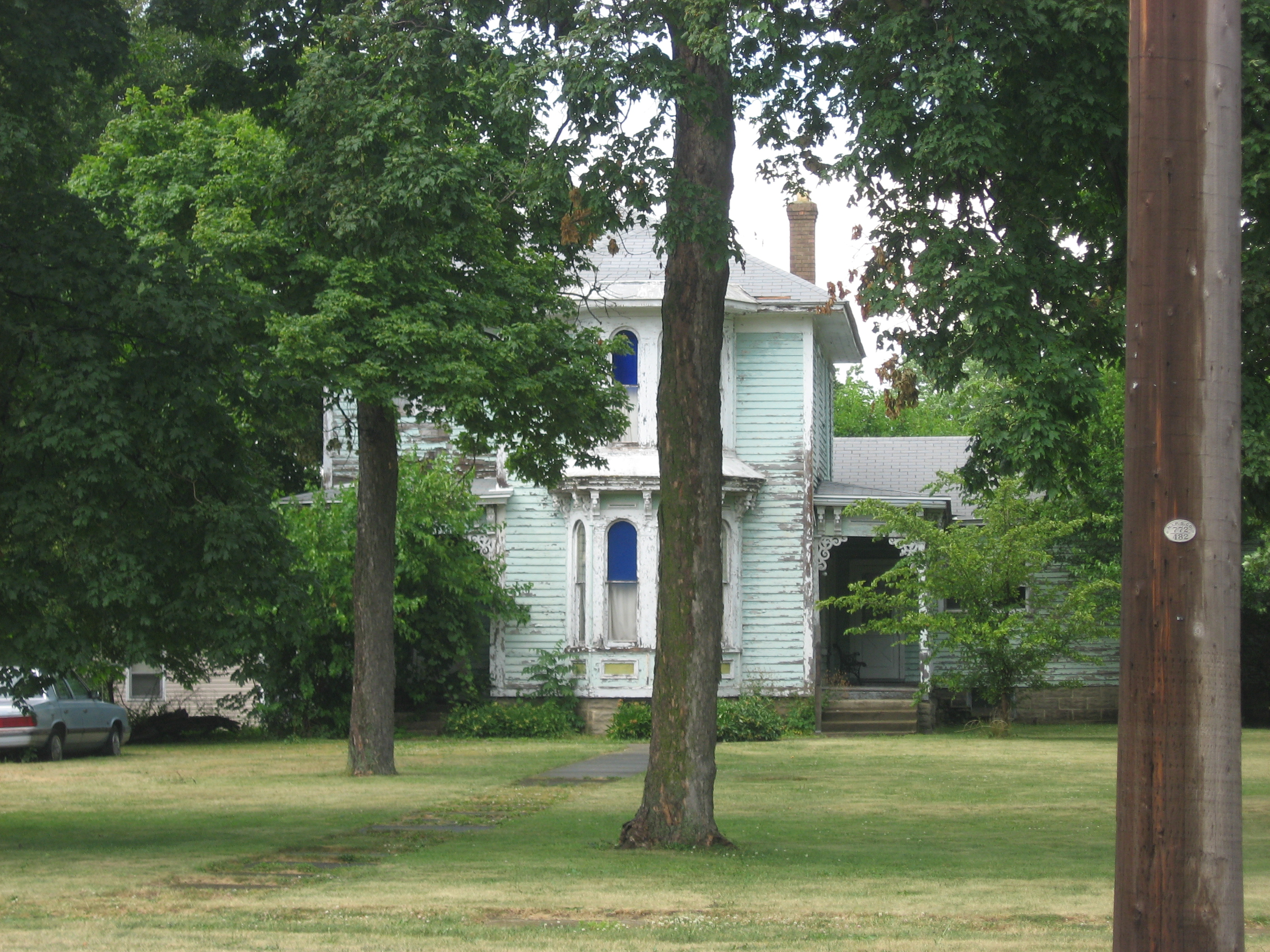
La maison McCairn-Turner
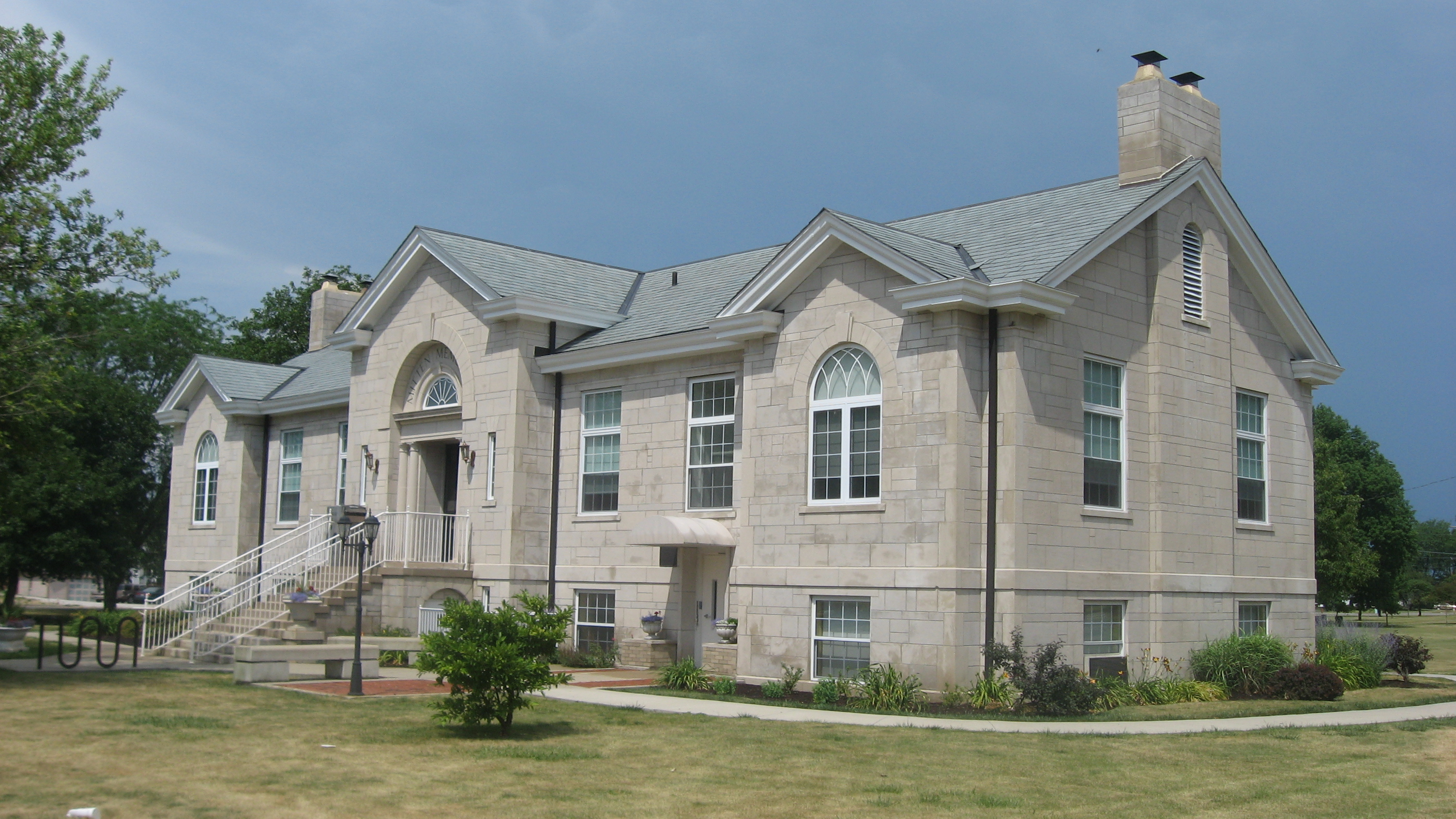
La bibliothèque